# Anthony Chinn
Anthony Chinn (* 1930 in Georgetown, Guyana; † 22. Oktober 2000 ebenda) war ein britischer Schauspieler.

## Leben
Chinn begann seine Karriere 1956 mit einer Gastrolle in der BBC-Serie BBC Sunday-Night Theatre und hatte bereits im Jahr darauf sein Spielfilmdebüt in Michael Andersons Kriegsfilm Yangtse-Zwischenfall, dies jedoch in einer Statistenrolle. Eine größere Nebenrolle spielte er im selben Jahr an der Seite von Peter Cushing im Abenteuerfilm Yeti, der Schneemensch. Chinn war 1962 in einer Statistenrolle im ersten James-Bond-Film James Bond 007 jagt Dr. No zu sehen, es folgten bis 1985 drei weitere Auftritte in Filmen der Bond-Reihe. Er wirkte zudem in zwei Filmen der Pink-Panther-Reihe mit und spielte kleine Rollen in den Blockbustern Jäger des verlorenen Schatzes und Das fünfte Element.
Eine gewisse Bekanntheit beim Fernsehpublikum erlangte Chinn durch seine Darstellung des Chino in der britischen Krimiserie Kein Pardon für Schutzengel, die von 1972 bis 1973 produziert wurde. Daneben war er als Gast in auch im deutschsprachigen Raum erfolgreichen Serien zu sehen, darunter Simon Templar, Mit Schirm, Charme und Melone und Die Profis.

## Filmografie (Auswahl)

### Fernsehen
- 1960: Geheimauftrag für John Drake (Danger Man)
- 1965: Simon Templar (The Saint)
- 1966: Mit Schirm, Charme und Melone (The Avengers)
- 1968–1969: The Champions
- 1970: UFO
- 1972–1973: Kein Pardon für Schutzengel (The Protectors)
- 1974: Task Force Police (Softly Softly Task Force)
- 1980: Die Profis (The Professionals)
- 1990: Agatha Christie’s Poirot

### Film
- 1957: Yangtse-Zwischenfall (Yangtse Incident: The Story of H.M.S. Amethyst)
- 1957: Yeti, der Schneemensch (The Abominable Snowman)
- 1958: Die gelbe Hölle (The Camp on Blood Island)
- 1962: James Bond – 007 jagt Dr. No (Dr. No)
- 1964: James Bond 007 – Goldfinger (Goldfinger)
- 1967: Die Gräfin von Hongkong (A Countess from Hong Kong)
- 1967: James Bond 007 – Man lebt nur zweimal (You Only Live Twice)
- 1969: Unfall im Weltraum (Doppelgänger)
- 1975: Rollerball
- 1976: Inspektor Clouseau, der „beste“ Mann bei Interpol (The Pink Panther Strikes Again)
- 1978: Inspector Clouseau – Der irre Flic mit dem heißen Blick (Revenge of the Pink Panther)
- 1981: Jäger des verlorenen Schatzes (Raiders of the Lost Ark)
- 1983: Höllenjagd bis ans Ende der Welt (High Road to China)
- 1985: James Bond 007 – Im Angesicht des Todes (A View to a Kill)
- 1997: Das fünfte Element (Le Cinquième Élément)